# عاشق أنا
عاشق أنا (بالفيجي الهندية: Aashiqana) هو مسلسل تلفزيوني درامي هندي باللغة الهندية من إخراج جول خان. المسلسل من بطولة خوشي دوبي وزين عباد خان في الدور الرئيسي. تمت دبلجة المسلسل بواسطة شركة مسروبيان برودكشن وحصريا على إم بي سي بوليوود.

## روابط خارجية
- عاشق أنا على موقع IMDb (الإنجليزية)
- عاشق أنا على موقع قاعدة بيانات الفيلم (الإنجليزية)